# Govindgarh (Rewa)
Govindgarh is een nagar panchayat (plaats) in het district Rewa van de Indiase staat Madhya Pradesh. 

## Demografie
Volgens de Indiase volkstelling van 2001 wonen er 9.697 mensen in Govindgarh, waarvan 53% mannelijk en 47% vrouwelijk is. De plaats heeft een alfabetiseringsgraad van 58%. 